# Viorica (soi de struguri)
Viorica este un soi de struguri albi pentru vin selecționat în Republica Moldova. A fost creat la Institutul de cercetări științifice în domeniul viticulturii și vinificației al Asociației științifice de producție „Vierul” prin încrucișarea soiurilor Seibel 13-666 și Aleatico. Autorii soiului sunt N. Guzun, F. Olar, M. Țîpco, A. Konovalova, P. Nedov. A fost acceptat pentru testare de stat în 1978. În 2016 suprafața cultivată cu Viorica era de 558 ha, dintre care 251 în Moldova. Este inclus și în sortimentul altor state, precum Ucraina, Rusia, Cehia, Ungaria, Bulgaria, etc.

## Caractere ampelografice
Frunza este mijlocie, cu cinci lobi, puternic sectată. Pe partea inferioară a frunzei lipsesc perișorii.
Floarea este hermafrodită. Strugurii sunt de mărime medie, cilindro-conici, mijlociu de îndesați. Bobul este mijlociu, sferic, alb. Gustul are o ușoară aromă de tămâie. Bobul are două-trei semințe.

## Caracteristici agrobiologice
Viorica este un soi tehnic tipic cu epoca de coacere semitardivă. Dezmugurirea începe la mijlocul decadei a treia a lunii aprilie, înflorirea la sfârșitul primei-începutul decadei a doua a lunii iunie. Strugurii se coc, în raioanele de sud, la începutul decadei a doua a lunii septembrie, în raioanele centrale, la începutul decadei a treia a aceleiași luni.
Puterea de creștere a lăstarilor este mijlocie sau mai înaltă, maturarea lemnului este bună.
Soiul intră pe rod relativ devreme. În al patrulea an roada atinge 6-7 t/ha, în anii următori sporește până la 10 t/ha. Greutatea strugurelui este de 140 g.
Pe solurile nisipoase Viorica poate fi plantată pe propriile rădăcini pentru că poate rezista dăunătorilor. Aceste soluri sunt potrivite pentru o calitate înaltă a strugurilor. Recomandările experților indică terenuri amplasate de pante calde cu expoziții sudice, sud-estice sau sud-vestice. 
Soiul este relativ rezistent la ger. Acolo unde temperaturile nu coboară sub -25° C, butucii pot fi cultivați pe tulpină înaltă după forma cordon bilateral orizontal. Viorica posedă rezistență sporită la mucegai și sunt necesare doar 1-2 tratări.

## Vinul
A nu se confunda denumirea vinului Viorica cu denumirea unui cupaj de vin din perioada sovietică format din Fetească albă, Rkațiteli, Riesling și Cabernet Sauvignon.
Vinul sec Viorica are o culoare de un galben-pai, cu reflexii verzui. Arome intense specifice soiului Muscat: flori albe, cum ar fi flori de salcâm, flori de iasomie, flori de tei. Alte note: citrice, litchi, mere galbene, caise confiate. De asemenea, se pot simți tușe de cimbru, busuioc și alte plante aromatice uscate. Din soiul Viorica se pot face și spumante de înaltă calitate.